# Azerbeidzjaanse strijdkrachten
De Azerbeidzjaanse Strijdkrachten (Azerbeidzjaans: Azərbaycan Silahlı Qüvvələri) vormen de militaire organisatie van de republiek Azerbeidzjan. De organisatie werd oorspronkelijk opgericht door de Democratische Republiek Azerbeidzjan op 26 juni 1918, maar werd opgeheven nadat het land onder Sovjetbestuur kwam te staan vanaf 28 april 1920. Het leger werd opnieuw opgericht nadat Azerbeidzjan haar onafhankelijkheid herwon in 1991.
De krijgsmacht bestaat uit drie onderdelen:
- De Azerbeidzjaanse landmacht (Azərbaycan Silahlı Qüvvələri Quru Qoşunları)
- De Azerbeidzjaanse luchtmacht (Azərbaycan hərbi hava qüvvələri)
- De Azerbeidzjaanse marine (Azərbaycan Hərbi Dəniz Qüvvələri)

Verder zijn er drie geassocieerde onderdelen, welke in sommige situaties vallen onder de krijgsmacht:
- De Azerbeidzjaanse Nationale Garde (Azərbaycan Milli Qvardiyası)
- De Azerbeidzjaanse Binnenlandse Troepen (Azərbaycan Respublikası Daxili Qoşunları)
- De Azerbeidzjaanse Staatsgrensdienst (Azərbaycan Respublikası Daxili Qoşunları)